# Northeast Bolivian Airways
Northeast Bolivian Airways byla mezi lety 1970 a 2006 bolivijská charterová letecká společnost se sídlem v Cochabambě v Bolívii.

## Flotila[2]
- 1 Boeing 737-200
- 1 Lockheed L-1011 TriStar

## Nehody a incidenty
- 13. ledna 1984 se letadlo Douglas C-54 Skymaster (registrovaný CP-1090) po poruše motoru pokusilo o nouzové přistání v Cochabambě. Při přistání byl letoun zničen poté, co se vrtule motoru při přistání dotkly dráhy, což způsobilo, že letadlo vyjelo z boku dráhy a narazilo do příkopu. Zemřel jeden ze tří členů posádky na palubě[3].